# Lapinsaari (ö i Finland, Södra Savolax, Nyslott, lat 62,16, long 28,06)
Lapinsaari är en ö i Finland. Den ligger i sjön Haukivesi och i kommunen Rantasalmi i den ekonomiska regionen  Nyslotts ekonomiska region  och landskapet Södra Savolax, i den sydöstra delen av landet, 270 km nordost om huvudstaden Helsingfors. Öns största längd är 1,8 kilometer i öst-västlig riktning.